# 井平直成
井平 直成（いだいら なおなり、生年不詳 − 元亀3年10月22日）は戦国時代の武将。井伊氏庶流。飛騨守を名乗った。井伊入道。
井伊氏7代・井伊弥直のころ、四郎左衛門直時が井平氏の祖となったという。
井平城城主を務めたが、元亀三年、遠江に武田信玄の別働隊、山県昌景が攻め寄せてきた（西上作戦）。仏坂で衝突したが、鉄砲の銃撃を受け討ち死にした（仏坂の戦い）。
直成の墓はこの戦いの戦死者を祀ったふろんぼ様の中央にあるという。
直成の戦死で井平氏は絶えたが、天正元年(1573年)井伊直平の子直種が井平氏を継いで殿村に館を築いた。天正18年（1590年）豊臣秀吉による小田原城攻めで直種の子、井平弥三郎が井伊直政の家臣として戦ったが討死に。井平氏は再び断絶した。